# William Quan Judge

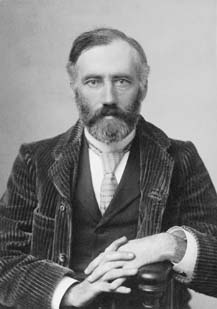
William Quan Judge.

William Quan Judge eller William Q. Judge född 13 april 1851 i Dublin, död 21 mars 1896 i New York, var en irländsk-amerikansk mystiker, esoteriker och ockultist som var en av grundarna till det ursprungliga Teosofiska Samfundet. Tillsammans med sin familj emigrerade han till New York 1864, och under sin yrkesbana kom han främst att verka inom handelsrätt.
Judge var medstiftare till Teosofiska Samfundet 1875, tillsammans med Helena Blavatsky och Henry S. Olcott. Dess amerikanska sektion kom han att leda som generalsekreterare. Senare kom han även att bli det internationella samfundets vice president. Efter konflikterna inom Teosofiska Samfundet 1894–95 kom Judge att leda de amerikanska teosoferna som deras president till sin död. Han ledde den teosofiska delegationen vid World's Parliament of Religions i Chicago 1893, och tog för övrigt aktiv del i denna organisations arbete. Den amerikanska sektionen som Judge ledde är idag Teosofiska Samfundet Pasadena.
Hans författarskap har haft stor betydelse för den moderna teosofin, vilket huvudsakligen låg i skrivandet av artiklar för de olika teosofiska tidskrifterna, främst den New York-baserade The Path. Bland hans skrifter skall främst nämnas hans utgivning av Patanjalis yoga-aforismer från 1889, Eko från Orienten 1890, en bearbetning av Bhagavad Gita med kommentarer från 1890, och Teosofins Ocean 1893. Samtliga dessa verk finns i svensk översättning, och i flera upplagor.